# Antonine Maillet
Antonine Maillet   (Grand-Bouctouche, 10 de maig de 1929 - Montreal, 17 de febrer de 2025) va ser una escriptora, traductora i dramaturga canadenca, premi Goncourt de l'any 1979 per Pélagie-la-Charrette.

## Biografia
Antonine Maillet va néixer el 10 de maig de 1929 a Bouctouche, a la província de Nova Brunswick, al cor d'Acàdia. Va fer el batxillerat (1950) al col·legi de Notre-Dame d'Acadie i un màster (1959) a la Universitat de Moncton. El 1970 va cursar el doctorat en literatura a la Universitat de Laval. Va ser professora de literatura a diverses universitats, com la Universitat de Mont-real, la Universitat de Califòrnia a Berkeley, la Universitat d'Albany i la Universitat de Moncton. També va treballar a la Canadian Broadcasting Corporation (CBC) a Moncton.
Escriptora prolífica, entre les seves publicacions destaquen més de dotze obres diverses i una vintena de novel·les. La seva obra és un homenatge a la llengua i el patrimoni de l'Acàdia. Va ser sovint considerada «l'ànima de la literatura acadiana contemporània».
La seva vila natal, Bouctouche, va dissenyar un parc temàtic amb el nom de l'obra Le pays de La Sagouine: una reproducció d'un poble de pescadors durant el temps de la prohibició i que vol ser un homenatge a la llengua, al patrimoni i la cultura acadiana.

## Obres publicada
El 1958 va publicar la seva primera novel·la, Pointe-aux-Coques. La fama de Maillet coincideix amb la reactivació de la cultura acadiana i la seva obra La Sagouine, publicada el 1971 i traduïda a l'anglès el 1979, a més de ser un gran èxit literari, es publicà en un moment crucial pels acadians, en un procés de recuperació de la seva llengua i cultura. La novel·la Pélagie-la-Charrette ha rebut quinze premis, incloent-hi el premi Goncourt, que per primera vegada es va concedir el 1979 a un escriptor de fora de França. Altres obres a destacar:
- 1960: Les Jeux d'enfants sont faits
- 1972: Don Original, Premi del Governador General
- 1973: Mariaagélas, Premi Québec-Paris i Premi Literari de Mont-real
- 1977: Les Cordes-de-bois
- 1981: Cent ans dans le bois, publicada a França com La Gribouille
- 1986: Le Huitième jour
- 1990: L'oursiade
- 1996: Le Chemin Saint-Jacques, Premi de la Crítica
- 1999: Chronique d'une sorcière de vent
- 2002: Madame perfecta
- 2006: Pierre Bleu
- 2009: Le Mystérieux voyage de Rien

Com a traductora ha traduït obres de Ben Jonson, William Shakespeare i George Bernard Shaw.